# Andersonia
Andersonia es un género de plantas fanerógamas perteneciente a la familia Ericaceae.  Comprende 47 especies descritas y de estas, solo 30 aceptadas.

## Taxonomía
El género  fue descrito por Robert Brown y publicado en Prodromus Florae Novae Hollandiae 553. 1810.

## Especies seleccionadas[3][4]
- Andersonia aristata Lindl.
- Andersonia auriculata L.Watson
- Andersonia axilliflora Domin
- Andersonia barbata L.Watson
- Andersonia bifida L.Watson
- Andersonia brachyanthera (F.Muell.) Benth.
- Andersonia brevifolia Sond.
- Andersonia caerulea R.Br.
- Andersonia carinata L.Watson
- Andersonia echinocephala (Stschegl.) Druce
- Andersonia fallax Lemson
- Andersonia ferricola Lemson
- Andersonia geniculata Lemson
- Andersonia gracilis DC.
- Andersonia grandiflora Stschegl.
- Andersonia heterophylla Sond.
- Andersonia involucrata Sond.
- Andersonia latiflora (F.Muell.) Benth.
- Andersonia lehmanniana Sond.
- Andersonia longifolia (Benth.) L.Watson
- Andersonia macranthera F.Muell.
- Andersonia micrantha R.Br.
- Andersonia mysosma Lemson
- Andersonia nymphaea Lemson
- Andersonia opalescens Lemson
- Andersonia parvifolia R.Br.
- Andersonia pinaster Lemson
- Andersonia redolens Lemson
- Andersonia saxatilis Lemson
- Andersonia setifolia Benth.
- Andersonia simplex (Stschegl.) Druce
- Andersonia sprengelioides R.Br.
- Andersonia virolens Lemson